# Bob Ferguson (Politiker)

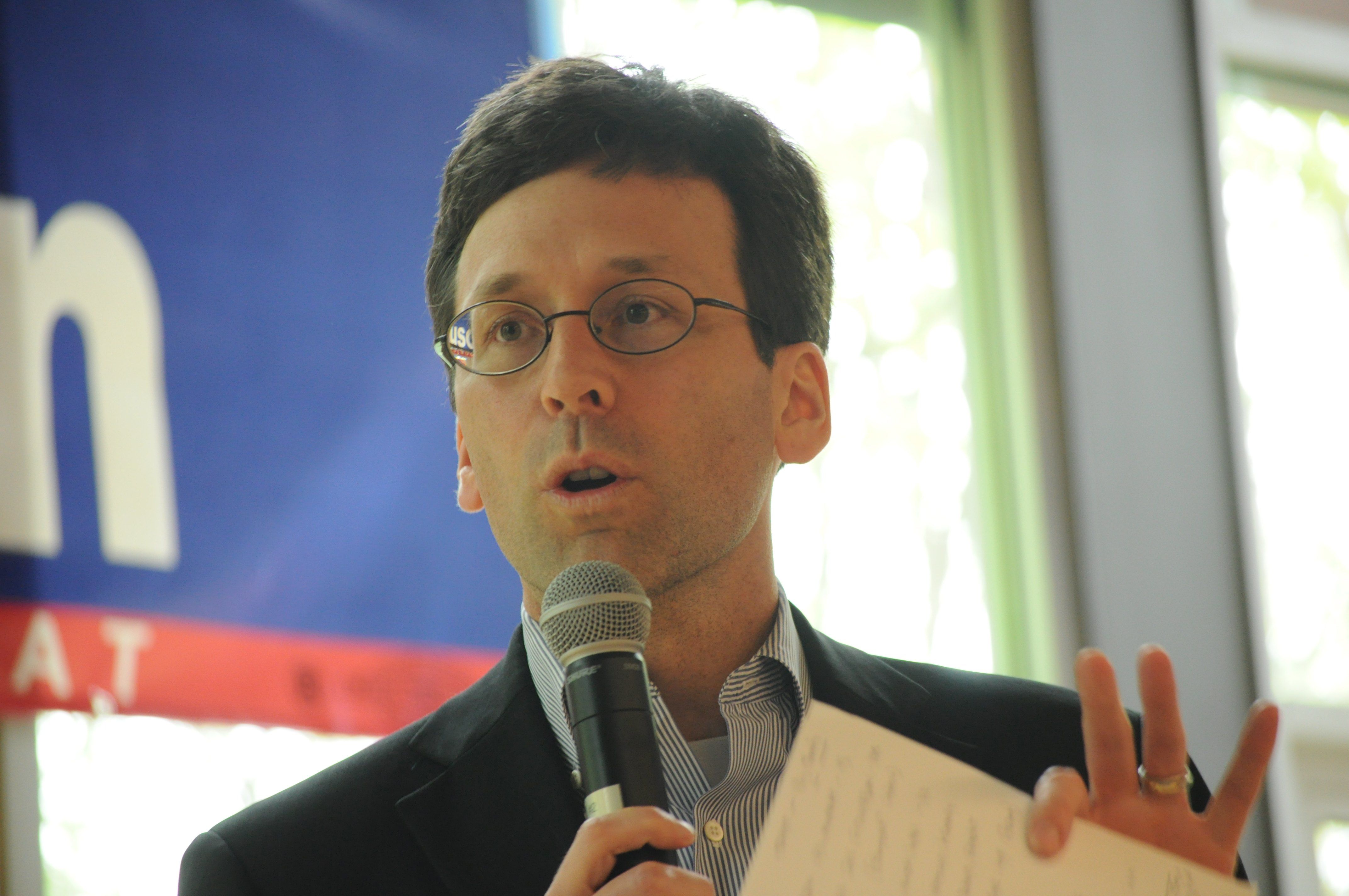
Bob Ferguson (2011)

Bob Ferguson (* 23. Februar 1965 in Seattle als Robert Watson Ferguson) ist ein US-amerikanischer Jurist und Politiker (Demokratische Partei). Von 2013 bis 2025 war er Attorney General des Bundesstaates Washington. Seit 2025 fungiert er dort als Gouverneur.
Mediale Aufmerksamkeit erregte er, als er 2017 im Namen des Staates Washington gegen das von US-Präsident Donald Trump erlassene Einreiseverbot (Executive Order 13769) klagte und eine einstweilige Verfügung durchsetzte. 2025 wurde er als Nachfolger von Jay Inslee zum neuen Gouverneur Washingtons gewählt.
Seinen Abschluss machte er an der University of Washington. Er ist mit Colleen Ferguson verheiratet, mit der er zwei Kinder hat. Ferguson ist auch ein starker Schachspieler, der 1984 und 1987 die Meisterschaft des Staates Washington gewann.